# Rîtni, Vîșhorod
Rîtni (în ucraineană Ритні) este un sat în comuna Bohdanî din raionul Vîșhorod, regiunea Kiev, Ucraina.

## Demografie
Componența lingvistică a localității Rîtni
     Ucraineană (88,89%)
     Rusă (11,11%)
Conform recensământului din 2001, majoritatea populației localității Rîtni era vorbitoare de ucraineană (88,89%), existând în minoritate și vorbitori de rusă (11,11%).